# Mike Vrabel
Pour les articles homonymes, voir Vrabel.
(en) Statistiques sur pro-football-reference
Michael George Vrabel, né le 14 août 1975 à Akron (Ohio) est un américain, entraîneur et ancien joueur  de football américain.
Joueur au poste de defensive end (1997-2010), il est entraîneur principal des Patriots de la Nouvelle-Angleterre de la National Football League (NFL) depuis la saison 2025.
Au niveau universitaire, Vrabel a joué pour les Buckeyes de l'université d'État de l'Ohio, où il a été reconnu par consensus joueur All-American avant d'être sélectionné lors du troisième tour de la draft 1997 de la NFL par la franchise des Steelers de Pittsburgh.
Pendant son séjour avec les Steelers, il tient principalement un rôle de remplaçant avant de rejoindre les Patriots de la Nouvelle-Angleterre en tant qu'agent libre en 2001. Il y acquiert un rôle plus important et devient un membre clé de leur défense au début des années 2000. Chez les Patriots (2001-2008), il remporte trois Super Bowls et est repris dans la première équipe All-Pro en 2007. Remarqué pour sa polyvalence, Vrabel inscrit un touchdown en réception lors des Super Bowls XXXVIII et XXXIX, devenant ainsi le seul joueur défensif à inscrire un touchdown dans deux Super Bowls. Il termine ensuite sa carrière avec les Chiefs de Kansas City (2009-2010).
Après avoir pris sa retraite en tant que joueur, Vrabel devient entraîneur des linebackers et de la ligne défensive des Buckeyes d'Ohio State pendant trois saisons. Sa carrière d'entraîneur dans la NFL commence en 2014 chez les Texans de Houston en tant qu'entraîneur des linebackers puis coordonnateur défensif avant de devenir entraîneur principal des Titans du Tennessee de 2018 à 2023. Il quitte son poste le 9 janvier 2024 et est embauché en tant que consultant en coaching et en personnel pour les Browns de Cleveland pendant l'intersaison 2024.
Vrabel est engagé début janvier 2025 par les Patriots pour devenir le 16e entraîneur principal de cette franchise.

## Enfance
Vrabel étudie au lycée Walsh Jesuit de Cuyahoga Falls.

## Carrière de joueur

### Université
Il intègre l'université d'État de l'Ohio où il joue comme defensive end pour les Buckeyes. En 1995 et 1996, il est désigné meilleur joueur de la ligne défensive de la Big Ten Conference.
Il est sélectionné dans l'équipe du centenaire de l'université (en) en 2000 et est intronisé dans le Hall of Fame d'Ohio State en 2012.

### Professionnel

#### Steelers de Pittsburgh
Mike Vrabel est sélectionné 80e choix global lors du troisième tour du draft 1997 de la NFL par la franchise des Steelers de Pittsburgh. Lors de son passage à Pittsburgh, il n'arrive pas à s'imposer en défense.. Lors de la finale de conférence AFC, il réussit un sack sur Drew Bledsoe ce qui permet à son équipe de remporter le match.

#### Patriots de la Nouvelle-Angleterre
Dès son arrivée chez les Patriots de la Nouvelle-Angleterre, Vrabel y devient un des éléments majeurs de leur défense. Il joue tous les matchs de la saison 2001 dont douze en tant que titulaire. L'entraîneur Bill Belichick le fait jouer quelques fois au poste de tight end lors des situations à quelques yards de la end-zone. Lors du Super Bowl XXXVIII, Tom Brady trouve à la passe Vrabel  qui inscrit un touchdown de deux yards, devenant le premier joueur défensif à marquer un touchdown dans une situation offensive depuis William Perry.
Au Super Bowl XXXIX, il inscrit un nouveau touchdown à la suite d'une passe de deux yards de Brady. Lors de la huitième journée du championnat 2007, il provoque trois fumbles, réussit trois sacks et marque un touchdown offensif contre les Redskins de Washington. Il est désigné meilleur joueur défensif de la semaine en AFC. Il est sélectionné pour la première fois au Pro Bowl après cette saison ainsi que dans l'équipe All-Pro de la saison.

#### Chiefs de Kansas City
Le 27 février 2009, les Patriots échangent Vrabel aux Chiefs de Kansas City. Il y joue deux saisons en tant que titulaire et y termine sa carrière. Il annonce sa retraite le 10 juillet 2011.

## Carrière d'entraineur

### Ohio State
Peu de temps après sa retraite, il accepte en juillet 2011, le poste d'entraineur des linebackers à Ohio State, son ancienne université,. Le 21 décembre 2011, le nouvel entraîneur principal des Buckeyes, Urban Meyer décide de le conserver au sein de son équipe mais en tant qu'entraîneur de la ligne défensive.

### Texans de Houston
Le 10 janvier 2014, Vrabel est engagé par les Texans de Houston en tant qu'entraîneur des linebackers.
Au cours des trois saisons à ce poste, il permet aux Texans de se classer 3e meilleur franchise au nombre de yards concédés par match. En janvier 2016, les 49ers de San Francisco lui proposent le poste de coordinateur défensif mais Vrabel décline l'offre pour rester à Houston.
En janvier 2017, Vrabel est nommé coordinateur défensif des Texans en remplacement de Romeo Crennel devenu assistant de l'entraîneur principal. Il a ainsi sous ses ordres des joueurs tels que J. J. Watt, Jadeveon Clowney, Whitney Mercilus et Benardrick McKinney.

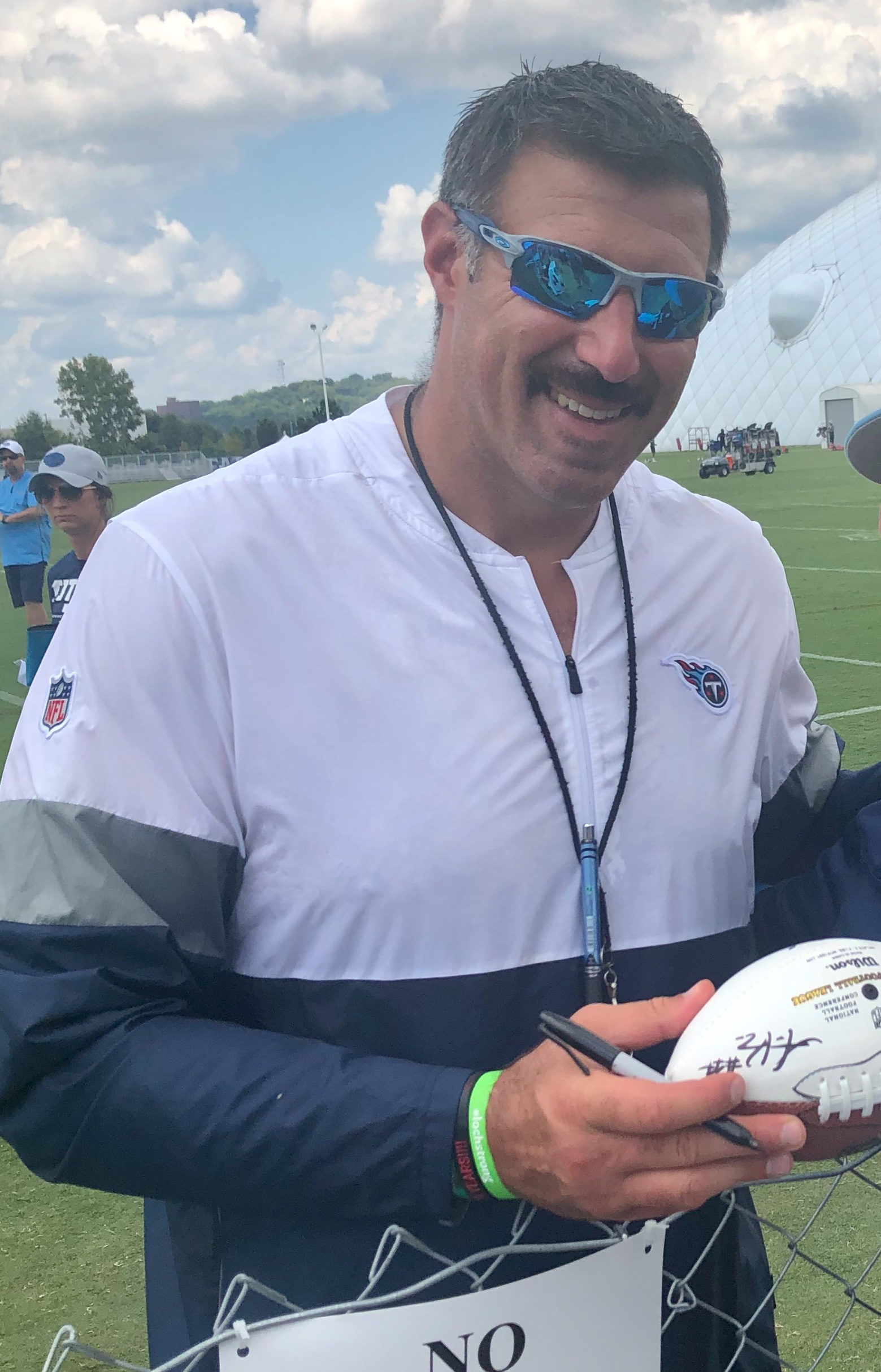
Vrabel en 2019.

### Titans du Tennesse
Le 20 janvier 2018, Vrabel signe un contrat de cinq ans et devient l'entraîneur principal des Titans du Tennessee,.
Le 16 septembre 2018, Vrabel gagne son premier match NFL en tant qu'entraîneur principal en battant les Texans 20 à 17 en 2e semaine de la saison régulière. Le 11 novembre 2018, il bat 34 à 10 son ancien entraîneur Bill Belichick et les Patriots. En une saison, la défense des Titans passe de la 13e en 2017 à la 8e meilleure défense de la NFL Ils ratent de peu la qualification pour la série éliminatoire malgré un bilan positif de 9-7 en 2017.
Ils terminent également avec un bilan de 9-7 au terme de la saison 2019 mais se qualifient pour la série éliminatoire. En tour de wild card, ils battent 20 à 13 les Patriots, derniers vainqueurs du Super Bowl. Ils battent ensuite en tour de division les Ravens, meilleur équipe de leur conférence, sur le score de 28 à 12. Ils accèdent ainsi à leur première finale de conférence AFC depuis 17 saisons (2002) où ils perdent 24 à 35 contre les futurs vainqueurs du Super Bowl LIV, les Chiefs de Kansas City.
La saison suivante, Vrabel permet aux Titans de remporter le titre de la division AFC South  qu'ils n'avaient plus remporté depuis 2008,. Avec un bilan de 11-5, vrabel accède à nouveau à la série éliminatoire mais échoue en tour de wild card 13 à 20 contre les Ravens.
En 2021, les Titans sous les ordres de Vrabel terminent avec un bilan de 12 victoires pour 5 défaites et se classent ainsi meilleur équipe de l'AFC. Les Titans sont cependant éliminés  19 à 16 lors du tour de division par les Bengals, ceux-ci, interceptent une passe du QB Ryan Tannehill à 13 secondes de la fin du match qui leur permet d'inscrire dans ma foulée le field goal gagnant. À la suite de ces performances, Vrabel est désigné meilleur entraîneur de la saison par l'Associated Press.
En 2022, après un début de saison prometteur (7-3), les Titans perdent sept matchs consécutifs terminant avec un bilan négatif de 7-10.
Vrabel est licencié par les Titans le 9 janvier 2024 après une nouvelle saison avec un bilan négatif (6–11).

### Browns de Clevaland
N'ayant pas obtenu de poste d'entraîneur pendant l'inter, Vrabel est engagé le mars 2024 par les Browns de Cleveland en tant que consultant.
Son contrat avec les Browns expire le 30 décembre 2024.

### Patriots de la Nouvelle-Angleterre
Le 12 janvier 2025, Vrabel est engagé en tant qu'entraîneur principal par les Patriots de la Nouvelle-Angleterre en remplacement de Jerod Mayo.

## Palmarès

### NFL

#### Joueur
- Vainqueur de 3 Super Bowls :  XXXVI, XXXVIII et XXXIX ;
- Sélectionné dans la première équipe All-Pro 2007 ;
- Sélectionné pour le Pro Bowl 2008 au terme de la saison 2007 ;
- Sélectionné dans l'équipe des années 2000s des Patriots de la Nouvelle-Angleterre ;
- Sélectionné dans l'équipe du 50e anniversaire des Patriots ;
- Sélectionné dans l'équipe historique des Patriots ;
- Intronisé au Hall of Fame des Patriots ;
- Joueur défensif de la semaine en American Football Conference (huitième journée 2007).

#### Entraîneur
- Désigne meilleur entraineur NFL de la saison 2021.

### NCAA
- Reconnu par consensus joueur All-America en 1996 ;
- Sélectionné dans la première équipe All-American en 1995 ;
- Désigné meilleur joueur de ligne défensif de la Big Ten en 1995 et 1996 ;
- Intronisé au Hall of Fame d'Ohio State ;
- Sélectionné dans l'équipe du centenaire d'Ohio State.